# Узбеки в Санкт-Петербурге

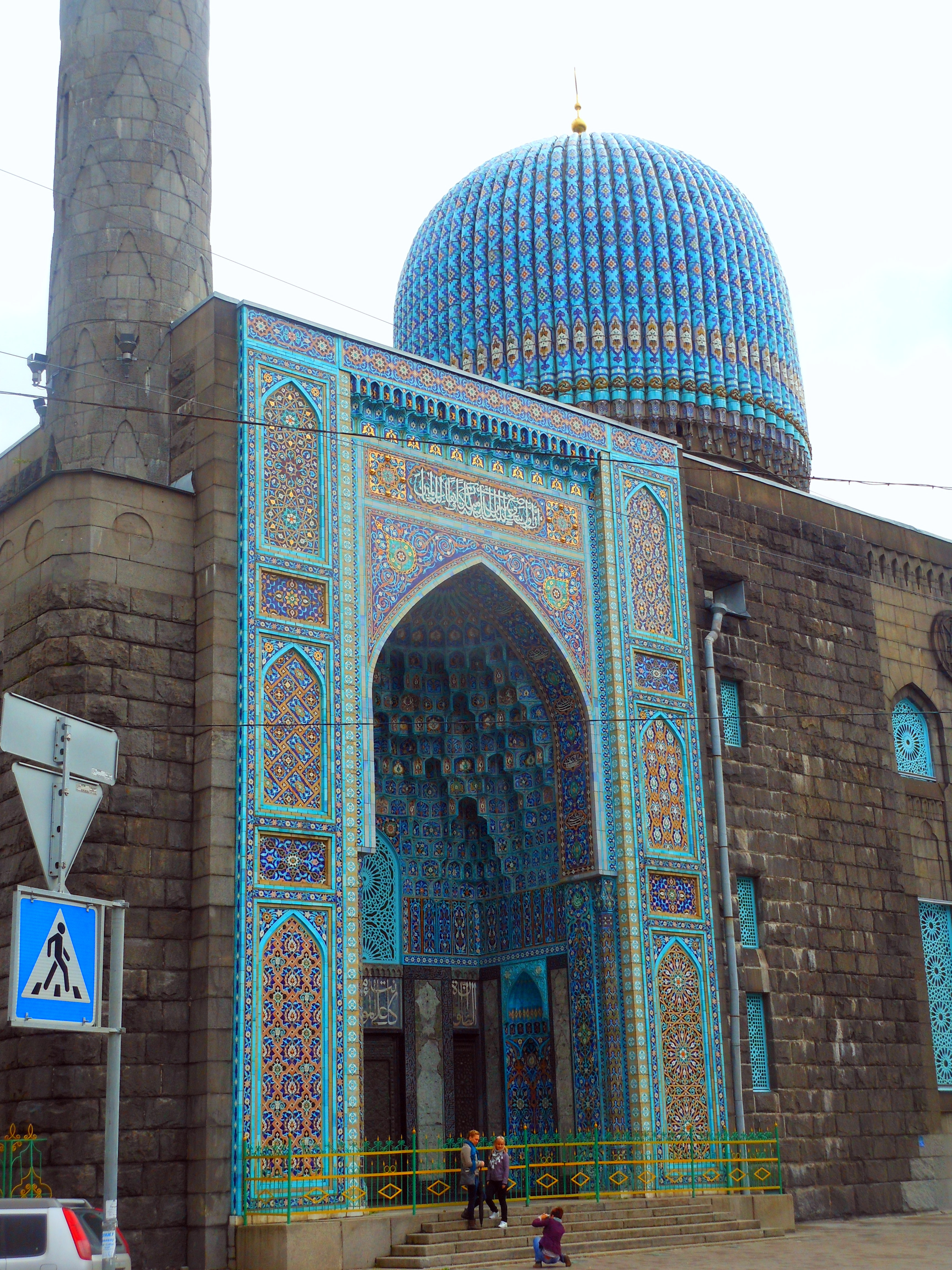
Соборная мечеть, возведённая мусульманами Петербурга

Узбеки в Санкт-Петербурге — собирательное название лиц узбекской национальности, проживающих временно/постоянно или нелегально в городе Санкт-Петербург. По данным переписи населения в 2010 году на территории города проживают 20 345 узбеков, что составляет 0,48 % от всего населения Петербурга. Однако при переписи не учитывались как минимум те лица, которые пребывают в городе нелегально, поэтому реальное количество лиц узбекской национальности значительно превосходит эту цифру. В частности, по разным данным при учёте нелегальных иммигрантов их количество варьируется от 300 000 до 850 000 человек. Таким образом, узбеки являются де-факто крупнейшим национальным меньшинством в городе, хотя диаспора существует не больше 20 лет.
Так как большинство узбеков являются недавними приезжими и имеют слабое представление о российской общественности, они редко вступают в контакт с лицами иной национальности, строго придерживаясь культурных, религиозных обычаев и принципа «землячества». Также узбеки, прибывшие из разных областей Узбекистана, предпочитают селиться в определённых районах города, создавая в городе «неофициальные области». Из-за того, что большинству трудовых мигрантов недоступны услуги городской инфраструктуры, община создала для себя «параллельную» неформальную инфраструктуру (детские сады, транспорт, медицина и т. д.). Несмотря на то, что неофициально количество лиц узбекской национальности превышает 300 000 человек, в Петербурге пока не образовалось новое гетто, так как узбекские общины равномерно распределены в основном по центру города и проживают по соседству с городским населением, однако уже создано параллельное общество в городе, которое в СМИ получило образное название «узбекский Петербург».

## История

### Российская империя
Исторически узбеки попадали в Петербург в составе торговых караванов, посольств и прочих миссий.
Впервые узбекское присутствие в Петербурге было упомянуто востоковедом Григорием Спасским, согласно которому в город прибыл бухарский посланник Ирназар Максудов, которому императрица Екатерина II выделила деньги для строительства медресе в Бухаре. Первое бухарское посольство во главе с Абдулкаримом Бухари появилось в городе в XVIII веке. Немного позже в Петербурге появился целый ряд новых посольств для налаживания торговли между Россией и Бухарой.
В 1870—1890-е годы в Петербурге, в Пажеском корпусе и Николаевском кавалерийском училище обучался бухарский принц Сеид Мир Мансур, позже получивший звание офицера.
В 1893—1896 годах в Петербурге, в Николаевском кадетском корпусе обучался будущий эмир Сейид Алим-хан, получив звание генерал-лейтенанта российской армии.
В своё время жили и учились в Петербурге видные деятели узбекского происхождения, такие, как просветитель Ажзи, Абиджан Махмудов, выпускник горного института — первый узбек, получивший диплом горного инженера, Ташмухамед Кары-Ниязов — первый президент Академии наук Узбекистана и другие.

### Советский период
Впервые лица узбекской национальности были официально зарегистрированы во время переписи населения в 1926 году, тогда они составляли лишь 103 человека. В течение многих десятилетий вплоть до начала XXI века по данным переписей количество узбеков оставалось в пределах 8000 человек. Узбекская диаспора была представлена интеллигенцией и студентами.
Как и во времена царской России, многие будущие известные писатели, лингвисты и учёные из Узбекистана получали образование в Ленинграде, наиболее известные из них: Камиль Яшен — писатель, Зариф Раджабов — первый директор Института истории и археологии АН Узбекистана, Абдулла Ахмедов — народный художник Узбекистана, Али Хамраев — профессор кафедры режиссуры Санкт-Петербургского Университета кино и телевидения, руководитель сектора культуры узбекской диаспоры Санкт-Петербурга, Хабибулло Абдусаматов — доктор физико-математических наук и другие.
В 1935 году в Ленинграде был создан первый национальный цирковой аттракцион узбекских канатоходцев под руководством Ташкенбая Эгамбердиева, который существовал до 1941 года.

### Современность

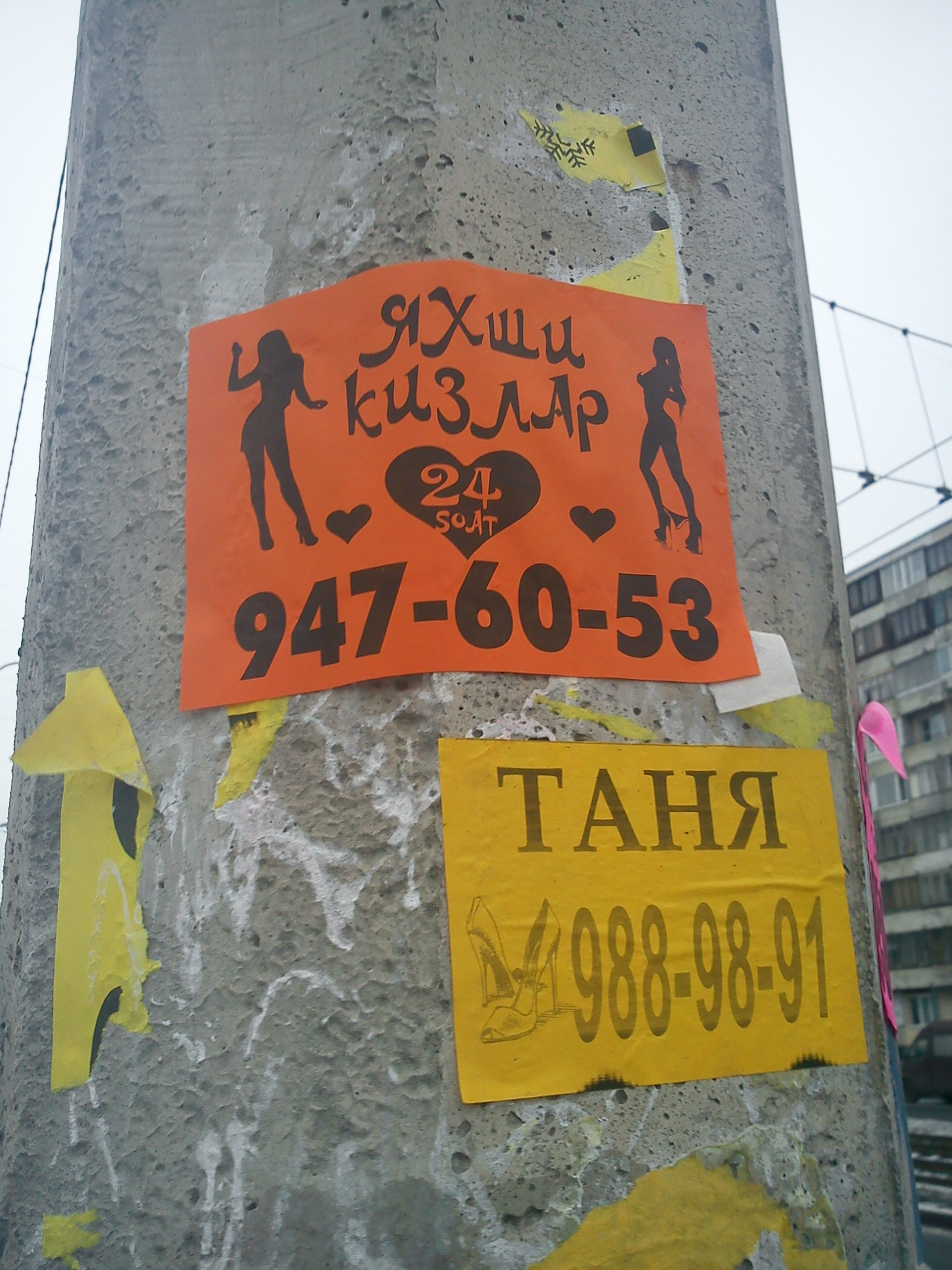
Реклама сексуальных услуг «Яхши кизлар» на узбекском языке в Купчине (2016)

В современное время узбекская диаспора широко представлена в Петербурге наряду с Москвой, основная масса лишь временно проживает и представлена гастарбайтерами, работающими в области строительства, сельского хозяйства, производства, жилищно-коммунального хозяйства и бытового обслуживания. По данным на 2011 год, ежегодно право на работу получают более 100 тысяч узбеков. Качество жизни для многих работников остаётся неблагоприятным, большинство людей живут в квартирах по 20—30 человек, в худшем случае — в подвалах или вагонах. Трудовые мигранты испытывают на себе дискриминацию на расовой почве со стороны жителей Петербурга и равнодушие местной власти, а в день ВДВ или в день рождения Гитлера (20 апреля) стараются не выходить на улицы города. Также каждый мигрант может регулярно становиться объектом для проверки полицейскими. Те узбеки-работники, которые находятся в Петербурге долгое время на стабильной работе, называются «бригадирами» и, как правило, помогают освоиться трудовым мигрантам-новичкам. Среди узбекских мигрантов преобладают мужчины, женщины и дети редко встречаются.
Среди узбекской общины нет абсолютной однородности, многие проживают компактно по признаку областного происхождения в Узбекистане: в частности, узбеки, живущие в районе Торжковского рынка, являются выходцами из Самарканда, на Уральской улице селятся в основном узбеки родом из Ферганской долины, на 24-й линии Васильевского острова сконцентрированы люди из Хорезма, а в районе Калининской базы и Сенной площади — из Ташкента.
Большинство узбеков по приезде в Петербург стараются не вступать в лишний контакт с городским населением, соблюдая строго традиции народа, национальной кухни (при возможности) и веру. Дети узбеков, как правило, более открыты для городского общества и лучше осваивают русский язык и быт. Однако, как правило, у них проблемы со школьной успеваемостью, поэтому они учатся с отставанием на один год от русских сверстников. С течением времени такие дети часто удачно ассимилируются в русское общество и ощущают себя петербуржцами.

#### Нелегалы
По примерным подсчётам УФМС, в городе проживает примерно 300 000—400 000 узбеков-мигрантов, однако лишь 120 000 из них имеют разрешение на работу. Для нелегальных мигрантов условия для проживания гораздо хуже, как правило, они живут большими группами в бараках или аварийных домах без тепла, воды и света. Такие мигранты могут стать объектом спланированных грабежей при неформальной поддержке полиции, или объектом издевательства со стороны сотрудников ОМОНа. Также полицейские могут заниматься отмыванием денег и драгоценностей у нелегалов, угрожая арестом и дальнейшей депортацией на родину.

#### Параллельная инфраструктура
Из-за того, что большинство мигрантов не имеют доступа к инфраструктуре города, узбекская община создала себе параллельную «нелегальную» инфраструктуру. В частности, дети узбекских мигрантов посещают домашние детские сады, где воспитателем выступает мать одного из детей. В Петербурге существует множество также «узбекских» общежитий для работников-мигрантов для временного проживания, общественный транспорт, специально обслуживающий узбекских мигрантов, собственные лекари, узбекские рестораны для узбеков и прочее. Существует множество небольших лавочек с национальными блюдами, предназначенных для узбекских покупателей. В 2011 году было открыто 3 специализированных магазина с продуктами узбекской кухни.

#### Поддержка
В отличие от Москвы, в Петербурге существует организованное сообщество узбекской диаспоры — «Санкт-Петербургское общество соотечественников Узбекистана „Умид“» под руководством Алиджана Хайдарова, в состав которого входит почти 10 000 человек и которое оказывает активную поддержку представителям узбекской диаспоры и иммигрантам в области трудоустройства, в поисках потерянных документов, при невыплате зарплаты и приводах в полицию. Решением проблем занимается юридическая служба общества. Долгое время общество оказывало услуги по «возвращению утерянного паспорта» за определённую сумму, однако организация из-за этого стала объектом внимания ФСБ и в результате потеряла дальнейшее право на выдачу паспортов При непосредственной поддержке организации трудовые мигранты могут отправлять деньги на родину через 3 банка, также «Умид» разрабатывает собственное банковское отделение, предназначенное специально для перевода денег в Узбекистан. Организация помогает в финансировании и организации мусульманских праздников при поддержке татарской диаспоры. При организации существуют культурные и спортивные секции. Организация также помогает при проведении национальных праздников, юбилеев, свадеб узбекских общин.
В 2011 году при поддержке «Умид» была введена система «карты мигранта», которая значительно облегчает оформление документов, за которые ранее требовалось заплатить не менее 15 000 рублей. Карта выдаётся мигранту при условии его «порядочности и добросовестности».

## Численность
Динамика численности узбекского населения в городе Санкт-Петербург
| 1926 | 1939 | 1959       | 1970 | 1979 | 1989 | 2002 | 2010  |
| ---- | ---- | ---------- | ---- | ---- | ---- | ---- | ----- |
| 103  | 238  | нет данных | 1678 | 1883 | 7927 | 2987 | 20345 |

## Культурное влияние
При активной поддержке узбекской общины в Петербурге была воздвигнута Соборная мечеть в 1910-х годах на средства эмира Бухарского Сеид Абдул-Ахад-хана.
В 2011 году в Петербург прибыла жить династия узбекских канатоходцев, которая пользуется популярностью у самой узбекской общины.
В этом же году свой выпуск начала петербургская газета на узбекском языке «Петербург Уз», призванная облегчить получение доступной информации узбекам, не владеющим русским языком. Почти одновременно с ней начала свой выпуск другая газета — «Туран», ориентированная, помимо узбеков, на работников из Таджикистана и Киргизии.
Всё большую популярность приобретают рестораны узбекской кухни, большинство из которых названо в честь городов Узбекистана. Узбекские рестораны называются чайханами, и в Петербурге по данным на 2012 год их примерное количество составляет 200 единиц.